# Hai môn phối hợp tại Thế vận hội Mùa đông 2018
Hai môn phối hợp tại Thế vận hội Mùa đông 2018 diễn ra tại Alpensia Biathlon Centre, Daegwallyeong-myeon, Pyeongchang-gun, Gangwon, Hàn Quốc. Có 11 nội dung thi đấu: nam và nữ tranh tài ở năm nội dung nước rút, đuổi bắt, cá nhân, xuất phát đồng hàng, và tiếp sức; ngoài ra còn có một nội dung đồng đội hỗn hợp nam nữ. Mười một nội dung diễn ra từ 9 tới 23 tháng 2 năm 2018.

## Vòng loại
Có tổng cộng 230 suất tranh tài tại đại hội (115 nam và 115 nữ). Số suất của mỗi quốc gia được xác định bằng tổng số điểm ở Nation Cup của ba vận động viên hàng đầu của quốc gia đó ở các nội dung cá nhân, nước rút và tiếp sức, trong mùa giải Biathlon World Cup 2016-17.

## Lịch thi đấu
Dưới đây là lịch thi đấu của mười một nội dung.
Ghi chú
- Nội dung cá nhân 15 km nữ bị chuyển từ ngày 14 sang ngày 15 tháng 2.[5]

Giờ thi đấu là UTC+9.
| Ngày       | Thời gian | Nội dung                               |
| ---------- | --------- | -------------------------------------- |
| 10 tháng 2 | 20:15     | Nước rút 7,5 km nữ                     |
| 11 tháng 2 | 20:15     | Nước rút 10 km nam                     |
| 12 tháng 2 | 19:10     | Đuổi bắt 10 km nữ                      |
| 12 tháng 2 | 21:00     | Đuổi bắt 12,5 km nam                   |
| 15 tháng 2 | 17:15     | Cá nhân 15 km nữ                       |
| 15 tháng 2 | 20:20     | Cá nhân 20 km nam                      |
| 17 tháng 2 | 20:15     | Xuất phát đồng hàng 12,5 km nữ         |
| 18 tháng 2 | 20:15     | Xuất phát đồng hàng 15 km nam          |
| 20 tháng 2 | 20:15     | Tiếp sức 2 x 6 km / 2 x 7,5 km hỗn hợp |
| 22 tháng 2 | 20:15     | Tiếp sức 4 x 6 km nữ                   |
| 23 tháng 2 | 20:15     | Tiếp sức 4 x 7,5 km nam                |

## Huy chương

### Bảng huy chương
| Hạng                | Đoàn                | Vàng | Bạc | Đồng | Tổng số |
| ------------------- | ------------------- | ---- | --- | ---- | ------- |
| 1                   | Đức (GER)           | 3    | 1   | 3    | 7       |
| 2                   | Pháp (FRA)          | 3    | 0   | 2    | 5       |
| 3                   | Thụy Điển (SWE)     | 2    | 2   | 0    | 4       |
| 4                   | Na Uy (NOR)         | 1    | 3   | 2    | 6       |
| 5                   | Slovakia (SVK)      | 1    | 2   | 0    | 3       |
| 6                   | Belarus (BLR)       | 1    | 1   | 0    | 2       |
| 7                   | Cộng hòa Séc (CZE)  | 0    | 1   | 1    | 2       |
| 8                   | Slovenia (SLO)      | 0    | 1   | 0    | 1       |
| 9                   | Ý (ITA)             | 0    | 0   | 2    | 2       |
| 10                  | Áo (AUT)            | 0    | 0   | 1    | 1       |
| Tổng số (10 đơn vị) | Tổng số (10 đơn vị) | 11   | 11  | 11   | 33      |

### Nội dung của nam
| Nội dung            | Vàng                                                                                      | Vàng      | Bạc                                                                                         | Bạc       | Đồng                                                                   | Đồng      |
| ------------------- | ----------------------------------------------------------------------------------------- | --------- | ------------------------------------------------------------------------------------------- | --------- | ---------------------------------------------------------------------- | --------- |
| Cá nhân             | Johannes Thingnes Bø · Na Uy                                                              | 48:03.8   | Jakov Fak · Slovenia                                                                        | 48:09.3   | Dominik Landertinger · Áo                                              | 48:18.0   |
| Nước rút            | Arnd Peiffer · Đức                                                                        | 23:38.8   | Michal Krčmář · Cộng hòa Séc                                                                | 23:43.2   | Dominik Windisch · Ý                                                   | 23:46.5   |
| Đuổi bắt            | Martin Fourcade · Pháp                                                                    | 31:51.7   | Sebastian Samuelsson · Thụy Điển                                                            | 33:03.7   | Benedikt Doll · Đức                                                    | 33:06.8   |
| Xuất phát đồng hàng | Martin Fourcade · Pháp                                                                    | 35:47.3   | Simon Schempp · Đức                                                                         | 35:47.3   | Emil Hegle Svendsen · Na Uy                                            | 35:58.5   |
| Tiếp sức            | Thụy Điển (SWE) · Peppe Femling · Jesper Nelin · Sebastian Samuelsson · Fredrik Lindström | 1:15:16.5 | Na Uy (NOR) · Lars Helge Birkeland · Tarjei Bø · Johannes Thingnes Bø · Emil Hegle Svendsen | 1:16:12.0 | Đức (GER) · Erik Lesser · Benedikt Doll · Arnd Peiffer · Simon Schempp | 1:17:23.6 |

### Nội dung của nữ
| Nội dung            | Vàng                                                                                     | Vàng      | Bạc                                                                           | Bạc       | Đồng                                                                                | Đồng      |
| ------------------- | ---------------------------------------------------------------------------------------- | --------- | ----------------------------------------------------------------------------- | --------- | ----------------------------------------------------------------------------------- | --------- |
| Cá nhân             | Hanna Öberg · Thụy Điển                                                                  | 41:07.2   | Anastasiya Kuzmina · Slovakia                                                 | 41:31.9   | Laura Dahlmeier · Đức                                                               | 41:48.4   |
| Nước rút            | Laura Dahlmeier · Đức                                                                    | 21:06.2   | Marte Olsbu Røiseland · Na Uy                                                 | 21:30.4   | Veronika Vítková · Cộng hòa Séc                                                     | 21:32.0   |
| Đuỏi bắt            | Laura Dahlmeier · Đức                                                                    | 30:35.3   | Anastasiya Kuzmina · Slovakia                                                 | 31:04.7   | Anaïs Bescond · Pháp                                                                | 31:04.9   |
| Xuất phát đồng hàng | Anastasiya Kuzmina · Slovakia                                                            | 35:23.0   | Darya Domracheva · Belarus                                                    | 35:41.8   | Tiril Eckhoff · Na Uy                                                               | 35:50.7   |
| Tiếp sức            | Belarus (BLR) · Nadezhda Skardino · Iryna Kryuko · Dzinara Alimbekava · Darya Domracheva | 1:12.03.4 | Thụy Điển (SWE) · Linn Persson · Mona Brorsson · Anna Magnusson · Hanna Öberg | 1:12.14.1 | Pháp (FRA) · Anaïs Chevalier · Marie Dorin Habert · Justine Braisaz · Anaïs Bescond | 1:12.21.0 |

### Nội dung hỗn hợp
| Nội dung | Vàng                                                                                | Vàng      | Bạc                                                                                    | Bạc       | Đồng                                                                       | Đồng      |
| -------- | ----------------------------------------------------------------------------------- | --------- | -------------------------------------------------------------------------------------- | --------- | -------------------------------------------------------------------------- | --------- |
| Tiếp sức | Pháp (FRA) · Marie Dorin Habert · Anaïs Bescond · Simon Desthieux · Martin Fourcade | 1:08.34.3 | Na Uy (NOR) · Marte Olsbu · Tiril Eckhoff · Johannes Thingnes Bø · Emil Hegle Svendsen | 1:08.55.2 | Ý (ITA) · Lisa Vittozzi · Dorothea Wierer · Lukas Hofer · Dominik Windisch | 1:09.01.2 |

## Quốc gia tham dự
Có 219 vận động viên từ 28 quốc gia được dự kiến thi đấu (số vận động viên của mỗi nước ở trong ngoặc).
- Áo (9)
- Belarus (10)
- Bỉ (2)
- Bulgaria (10)
- Canada (10)
- Trung Quốc (2)
- Cộng hòa Séc (11)
- Estonia (6)
- Phần Lan (8)
- Pháp (12)
- Đức (12)
- Anh Quốc (1)
- Ý (11)
- Nhật Bản (6)
- Kazakhstan (10)
- Latvia (3)
- Litva (4)
- Na Uy (11)
- Vận động viên Olympic từ Nga (4)
- Ba Lan (7)
- România (6)
- Slovakia (10)
- Slovenia (7)
- Hàn Quốc (6)
- Thụy Điển (10)
- Thụy Sĩ (10)
- Ukraina (11)
- Hoa Kỳ (10)